# Ferndale (Pennsilvània)
Ferndale és una població dels Estats Units a l'estat de Pennsilvània. Segons el cens del 2000 tenia 1.834 habitants.

## Demografia
Segons el cens del 2000, Ferndale tenia 1.834 habitants, 792 habitatges, i 521 famílies. La densitat de població era de 2.023,2 habitants per quilòmetre quadrat.
Dels 792 habitatges en un 28,4% hi vivien nens de menys de 18 anys, en un 52,7% hi vivien parelles casades, en un 10% dones solteres, i en un 34,2% no eren unitats familiars. En el 30,3% dels habitatges hi vivien persones soles el 14,6% de les quals corresponia a persones de 65 anys o més que vivien soles. El nombre mitjà de persones vivint en cada habitatge era de 2,32 i el nombre mitjà de persones que vivien en cada família era de 2,88.
Per edats la població es repartia de la següent manera: un 21,6% tenia menys de 18 anys, un 7,5% entre 18 i 24, un 28,5% entre 25 i 44, un 23,8% de 45 a 60 i un 18,5% 65 anys o més.
L'edat mediana era de 40 anys. Per cada 100 dones de 18 o més anys hi havia 83,5 homes.
La renda mediana per habitatge era de 32.617 $ i la renda mediana per família de 41.438 $. Els homes tenien una renda mediana de 28.750 $ mentre que les dones 20.000 $. La renda per capita de la població era de 25.750 $. Entorn del 4,1% de les famílies i el 8,9% de la població estaven per davall del llindar de pobresa.

## Poblacions més properes
El següent diagrama mostra les poblacions més properes.